# Anomala kameruna
Anomala kameruna är en skalbaggsart som beskrevs av Ohaus 1925. Anomala kameruna ingår i släktet Anomala och familjen Rutelidae. Inga underarter finns listade i Catalogue of Life.